# Aleksandra Przegalińska

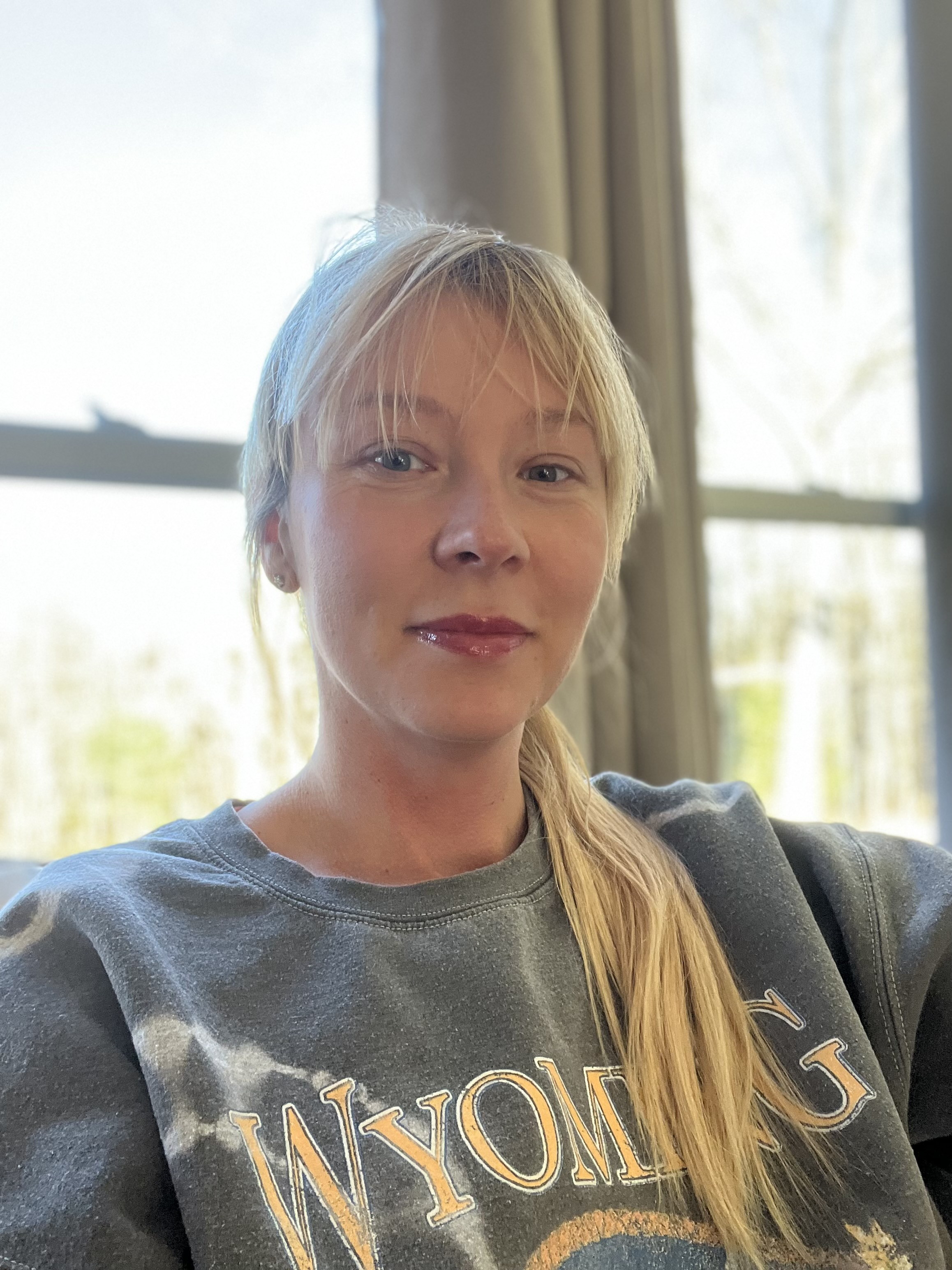
Aleksandra Przegalińska (2022)

Aleksandra Katarzyna Przegalińska-Skierkowska (* 18. Januar 1982 in Stettin) ist eine polnische Philosophin und Futurologin. Sie ist außerordentliche Professorin für Management und künstliche Intelligenz sowie Prorektorin an der Kozminski-Universität.

## Leben
Przegalińska ist Forschungsstipendiatin am American Institute for Economic Research und war Research Fellow am Center for Collective Intelligence am Massachusetts Institute of Technology. Außerdem ist sie Gastwissenschaftlerin am Labor & Worklife Center der Harvard University.
Im Jahr 2014 erhielt sie ihren Doktortitel in Philosophie an der Universität Warschau mit einer Arbeit über die Phänomenologie virtueller Entitäten. Im Januar 2020 erlangte sie ihre Habilitation an der Kozminski-Universität in Warschau im Bereich der Sozialwissenschaften in der Disziplin Management und Qualitätswissenschaft auf der Grundlage der Arbeit Wearable Technologies in Organizations: Privacy, Efficiency and Autonomy in Work.
Zu ihren jüngsten Werken gehören Collaborative Society (MIT Press), ein Buch aus dem Jahr 2020 mit Dariusz Jemielniak, in dem sie die durch Technologie ermöglichte kooperative Wende in der Gesellschaft diskutiert, und Wearable Technologies in Organizations: Privacy, Efficiency and Autonomy in Work (2019, Springer), in dem sie die Datenschutz- und Effizienzaspekte von Wearables in Organisationen erörtert. Sie ist Gastgeberin einer Radiosendung über Zukunft und Technologie, "Coś Osobliwego" (wörtlich "Etwas Besonderes", ein Wortspiel im Polnischen, das auch "Etwas Singuläres" bedeutet und sich auf die Singularität bezieht).